# Firstsäule

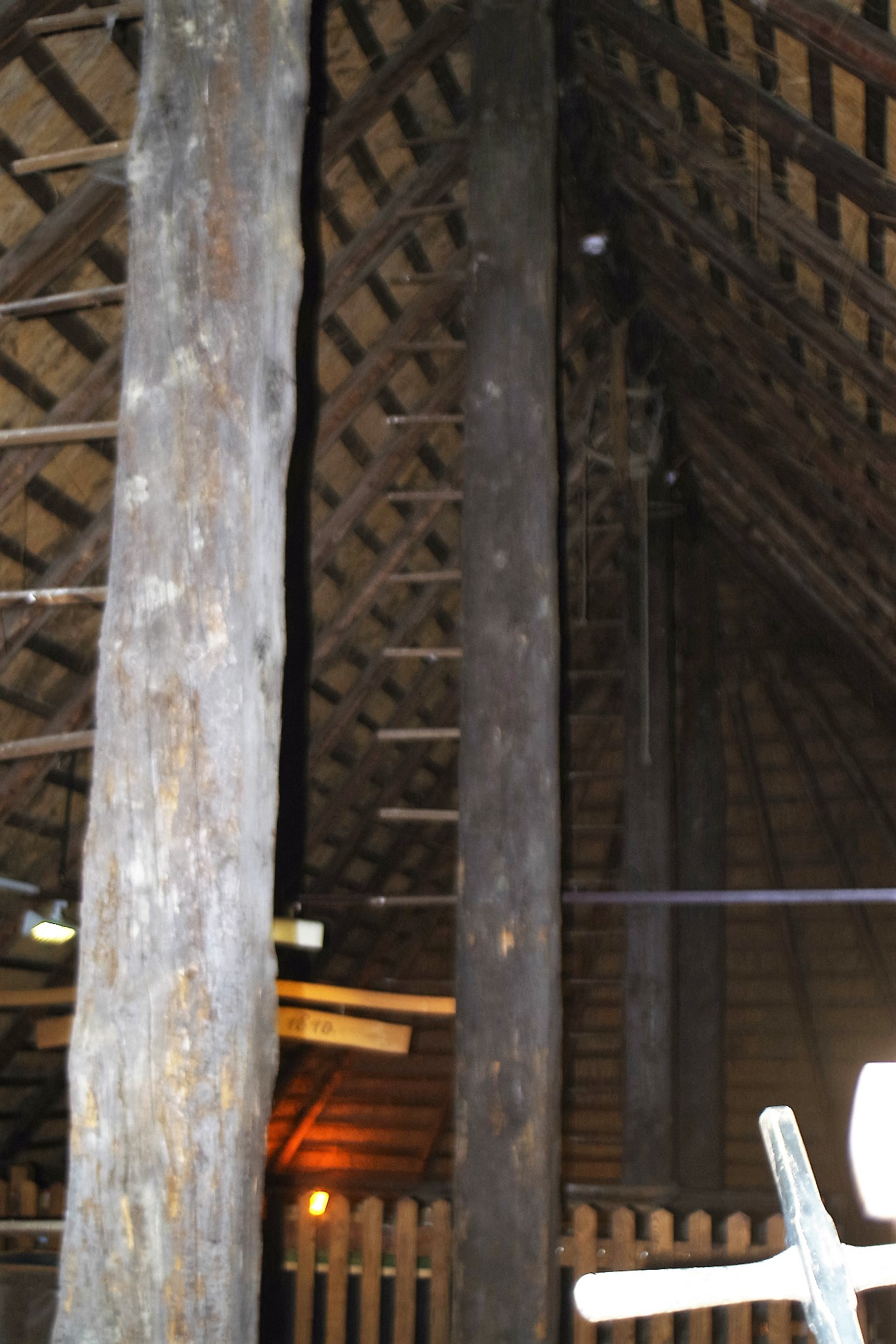
Die 4 Firstsäulen des Strohdachhauses „Hueb“, Oberschwäbisches Museumsdorf Kürnbach

Eine Firstsäule auch Hochsäule, in der Schweiz und alemannisch Stud, Hochstud oder Firststud; ist ein massiver, senkrecht auf dem Boden stehender Balken in einem Firstsäulenhaus, der das Dach mit dem Firstbalken, auch Firstbaum genannt, trägt. Die Firstsäule ist typisch für das frühe Schwarzwaldhaus und wurde zumeist aus einer mächtigen Weißtanne gefertigt.

## Konstruktion
Die Firstsäule ist das tragende Bauelement des Firstsäulenhauses.
Die Firstsäule verlief ursprünglich vom Boden bis unter den Dachfirst durch. Zu der Firstsäule kamen im Lauf der Zeit zwei weitere Säulen, die gleichfalls vom Boden (gemeint ist der Fußboden) bis zum Dach durchgingen. Schwellen waren nicht üblich. Die Firstsäule trug das Schindel- oder Strohdach wie einen Regenschirm. Die Einbauten wurden darunter (um die Kochstelle) eingebaut. Eine Firstsäule hat durchschnittlich eine Höhe von 13 m manchmal bis 20 m und einen Durchmesser bis zu 50 cm. Die Verstrebung erfolgte durch waagrechtlaufende Balken, das Katzenband. Üblich war diese Bauart vom 12. bis zum 14. Jahrhundert in den Städten, bei Bauernhäusern bis zum 18. Jahrhundert. Anfangs wurden vor allem große zentrale Bauernhäuser auf diese Art errichtet. Moderne Dachziegel sind für ein nicht verstärktes Firstsäulendach zu schwer, dies führte zum Abbruch vieler alter Schwarzwaldhöfe vor allem um die vorletzte Jahrhundertwende. 

## Alte Gebräuche
Noch heute (1964) hängen an der Firsthochsäule des Hauseingangs, die beim Vorhandensein einer Tenne zugleich die Tennhochsäule darstellt, die Schädel der Zugtiere, die nach Erzählungen der Alten das Holz zum Bau des Hauses beigekarrt haben, und noch zur Stunde sollen diese mumifizierten Schädel Blitzschlag und Unglücksfälle vom Anwesen abhalten.

## Moderne
Firstsäulen in ursprünglicher Form werden heute im Wohnungsbau keine mehr errichtet. Tragende und stützende Holzelemente zumeist als Leimbinder werden vor allem für Sonderzwecke verwendet.

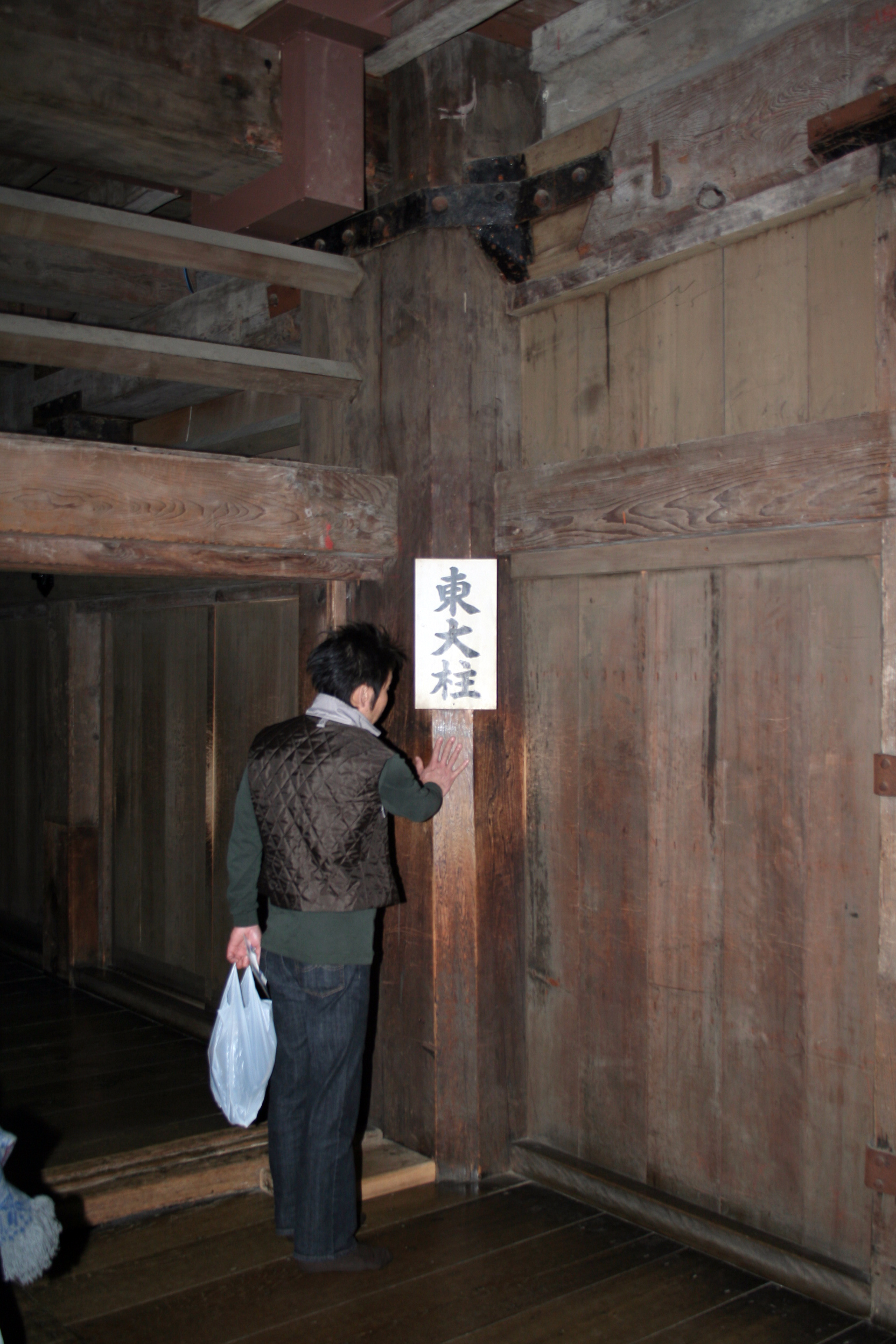
Eine der tragenden Hauptsäulen in der Burg Himeji

In manchen Asiatischen Ländern finden Firstsäulen oder Rundhölzer in Tempelbauten noch Anwendung.

## Beispiele (Auswahl)
- Vogtsbauernhof
- Strohdachhaus Muhen
- Heimatmuseum Todtmoos
- Resenhof
- Kürnbachhaus und „Hueb“ im Oberschwäbischen Museumsdorf Kürnbach